# Atum
Os atuns (género Thunnus) são um dos grupos de espécies de peixes mais importantes do ponto de vista pesqueiro. Em 2002, foram capturadas, em todo o mundo, mais de seis milhões de toneladas de atuns e "espécies-afins" (de acordo com as estatísticas da FAO).

## Características gerais
São peixes que vivem nas regiões tropicais e subtropicais de todos os oceanos. Apresenta o corpo alongado, fusiforme, boca grande e alongada, duas barbatanas dorsais bem separadas e ajustáveis a um sulco no dorso, seguidas por grupos de lepidotríquias também na região ventral. A barbatana caudal é bifurcada e, no seu pedúnculo, ostenta duas quilhas de queratina.
Os atuns e espécies vizinhas têm um sistema vascular especializado em trocas de calor, podendo elevar a temperatura do corpo acima da água onde nadam - são endotérmicos. Por esta razão, são grandes nadadores, podendo realizar migrações ao longo dum oceano. Um atum pode nadar até 170 km num único dia. Normalmente formam cardumes só de peixes da mesma idade. São predadores ativos. Do ponto de vista da reprodução, são dioicos e não mostram dimorfismo sexual. As fêmeas produzem grandes quantidades de ovos planctónicos que se desenvolvem em larvas pelágicas.

## Taxonomia

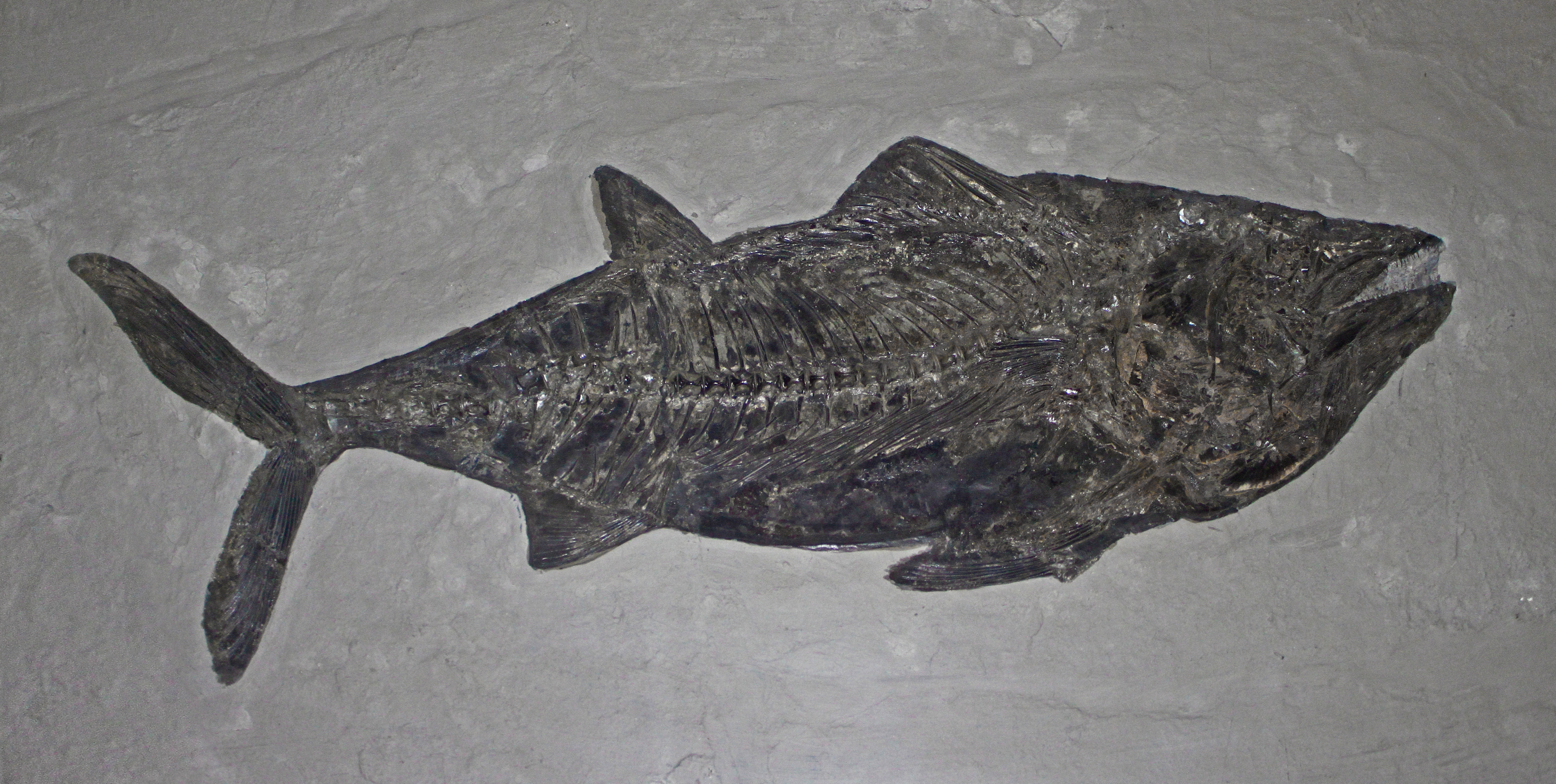
Espécime fóssil.

O género Thunnus agrupo oito espécies em dois subgéneros:

Comprimento máximo reportado para as diversas espécies de Thunnus (cm).

- Subgénero Thunnus (Thunnus):
  - Thunnus alalunga (Bonnaterre, 1788).
  - Thunnus maccoyii (Castelnau, 1872).
  - Thunnus obesus (Lowe, 1839).
  - Thunnus orientalis (Temminck & Schlegel, 1844).
  - Thunnus thynnus (Linnaeus, 1758).
- Subgénero Thunnus (Neothunnus):
  - Thunnus albacares (Bonnaterre, 1788).
  - Thunnus atlanticus (Lesson, 1831).

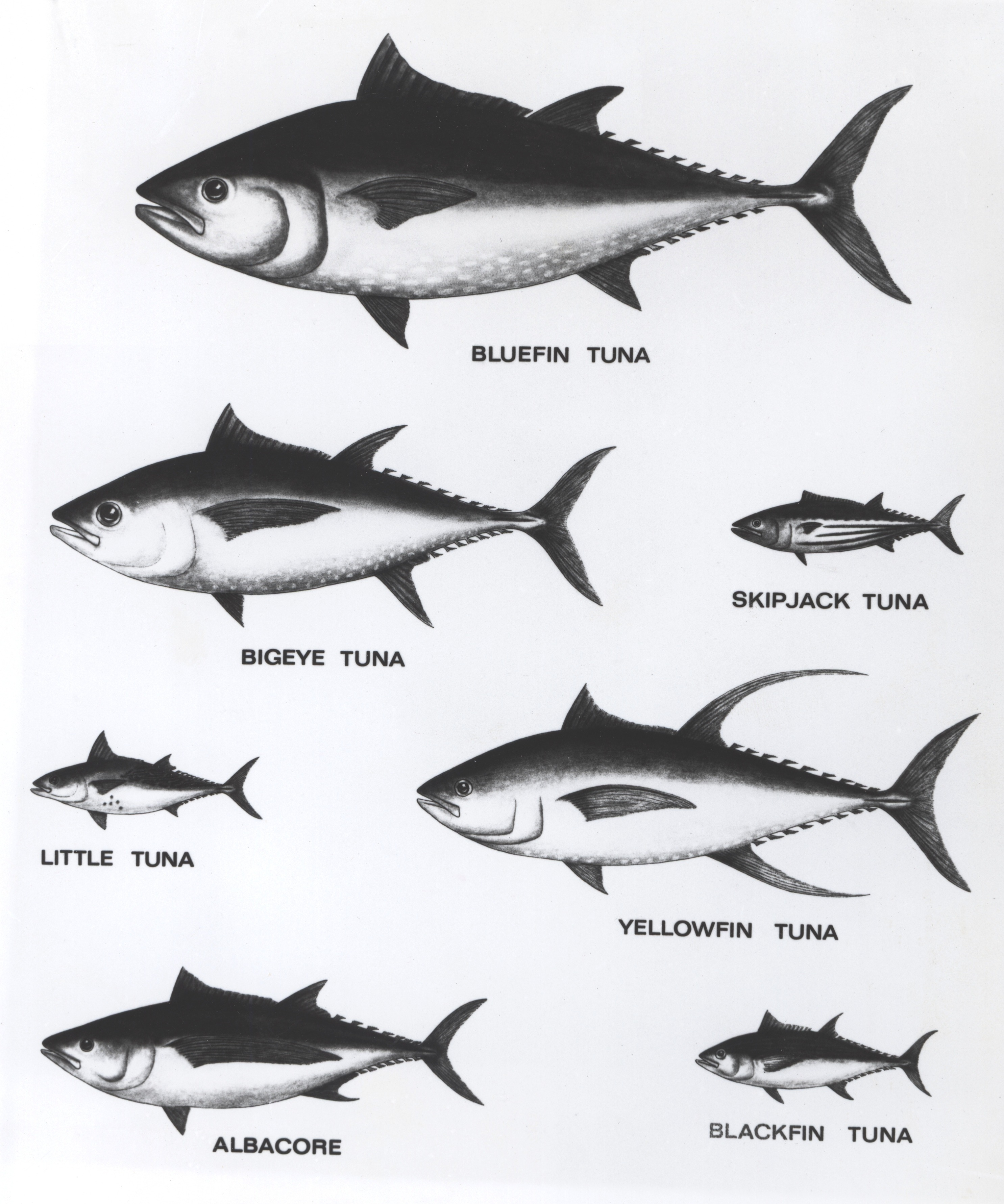
Tamanho relativo das espécies de atum, com a espécie Thunnus thynnus (topo) com cerca de 8 pés (2,4m) de comprimento.

  - Thunnus tonggol (Bleeker, 1851).

## Espécies de atum
Existem no mundo apenas oito espécies de atum ou Thunnus (família Scombridae, classe Actinopterygii) com os seguintes nomes em português:
- Thunnus alalunga - Albacora (do nome em inglês) ou Alvacora (Açores), Atum-branco, Atum albino ou Avoador (Angola) ou Asinha (por causa das suas longas barbatanas peitorais), Bandolim e Carorocatá (Brasil) e Peixe-maninha (Cabo Verde).
- Thunnus albacares - Albacora, Albacora-da-lage, Albacora-cachorra (Brasil), Atum, Atum-amarelo (do inglês "yellowfin"), Atum-oledê (S. Tomé e Príncipe), Atum-de-galha-à-ré (Cabo Verde), Rabão (Angola) e Rabo-seco (Cabo Verde).
- Thunnus atlanticus (endémico no Oceano Atlântico ocidental) - Albacora, Albacora-preta ou Albacorinha, Atum-barbatana-negra ou Atum-negro.
- Thunnus maccoyii (encontrado apenas na parte sul de todos os oceanos) - Atum-do-sul.
- Thunnus obesus (encontrada apenas em águas com temperaturas entre 13°-29 °C, mas o intervalo óptimo é entre 17°-22 °C; tem um valor muito elevado no mercado, uma vez que é processado como "sashimi" no Japão) - Albacora, Albacora-cachorra (Brasil) ou Albacora-olho-grande ou Atum-de-olho-grande (do nome em inglês "bigeye tuna"), Atum, Atum-fogo (S. Tomé e Príncipe), Atum-obeso, Atum-patudo, ou simplesmente Patudo.
- Thunnus orientalis (endêmico do Oceano Pacífico norte) - não se conhecem nomes em português, algo no mínimo curioso, uma vez que a pescaria de atum da Califórnia foi iniciada por portugueses.
- Thunnus thynnus, atum-rabilho (típico do Oceano Atlântico; criado em instalações de aquacultura no Japão, onde a sua carne é processada como "sashimi").
- Thunnus tonggol - Atum-do-índico, Atum tongol, Bonito-oriental (Moçambique)

Outras espécies da mesma família também consideradas atum:
- Katsuwonus pelamis (uma das principais espécies do ponto de vista pesqueiro; forma cardumes à superfície nas regiões tropicais de todos os oceanos) - atum judeu, atum-bonito, barriga-listada (Brasil), bonito ou bonito-de-ventre-raiado ou de barriga-listada (ou listrada) ou apenas listado, cachorrinha ou judeu (Cabo Verde), gaiado, sarrajão ou ainda serra.
- Cybiosarda elegans - Atum-dente-de-cão
- Allothunnus fallai - Atum-foguete

Em Moçambique denomina-se escolar-atum a um peixe que não é da mesma família (Thyrsites atun).
Outras espécies da família Scombridae que são populares objectos de pesca, quer comercial, quer desportiva e que muitas vezes são capturadas em conjunto com as espécies principais, são:
- Acanthocybium solandri - Aimpim ou Cavala-aimpim ou aipim ou ainda Cavala empinge ou Guarapicu, no Brasil, Cavala-gigante ou Cavala-da-Índia ou Serra da Índia, em Portugal e Cabo Verde, ou Peixe-fumo, em Cabo Verde e S. Tomé e Príncipe.
- Auxis rochei - Bonito-cachorro (Brasil) ou Judeu.
- Auxis thazard - Albacora-bandolim, Bonito ou Bonito-cachorro ou ainda Cadelo ou Cavala (Brasil), Chapouto (Angola e Cabo Verde), Fulu fulu (S. Tomé e Príncipe) ou ainda Judeu.

E ainda várias outras espécies denominadas Sarda, Cavala ou Serra.
O fóssil de atum mais antigo que se conhece é do período Terciário.

## Espécies-afins do atum
As "espécies-afins" do atum - que partilham o mesmo habitat e são capturadas em conjunto - são principalmente os "peixes-de-bico": o espadarte (Xiphias gladius), os espadins ou marlins (Makaira spp.) e os veleiros ou agulhões ou peixes-de-vela (Istiophorus spp.).

## Aspectos ambientais e político-comerciais associados ao atum
Apesar de - ao contrário das espécies de peixe mais apreciadas - os atuns não terem carne "branca", mas "rosada" por causa do peculiar sistema vascular que lhes permite controlar a temperatura do corpo, os atuns são historicamente de grande importância pesqueira.
Por essa razão e, como resultado do aumento da procura de pescado no mercado internacional, algumas espécies de atum, como o "azul" (Thunnus thynnus) - típico do Oceano Atlântico - chegaram à situação de sobrepesca. No entanto, durante o século XX formaram-se várias organizações internacionais que promovem a pesca responsável dos atuns e "espécies-afins", como a Comissão Internacional para a Conservação dos Atuns do Atlântico, e a Comissão Inter-Americana para os Atuns Tropicais.
Para além de ser consumido fresco, o atum é também uma importante matéria-prima para a indústria conserveira. Em Portugal, esta indústria começou a florescer desde o final do século XIX, consolidando a sua posição no mercado durante a primeira metade de século XX. A sua expansão por vários centros conserveiros, espalhados de norte a sul do país, seria devido à sua subsidiariedade da indústria de guerra. No período decorrente da II Guerra Mundial, Portugal tornar-se-ia no principal produtor mundial de conservas de atum e similares, exportando para todos os cantos do mundo. Ainda hoje, as conservas de atum portuguesas primam pela sua qualidade, podendo encontrar-se em todo o mundo, nas casas da especialidade.
Mais recentemente, com o desenvolvimento dos movimentos ambientalistas, foram levantados problemas diferentes: apesar das pescarias de atum serem bastante específicas, verificou-se que - principalmente alguns tipos de pesca, como a pesca com rede de cerco e mesmo de palangre - se capturam algumas espécies indesejadas ou mesmo protegidas, como as tartarugas marinhas e os golfinhos. Por essa razão, os consumidores (principalmente nos Estados Unidos da América do Norte, mas com tendência também de se popularizar na União Europeia) são aconselhados a não adquirirem atum que não seja "certificado" como proveniente duma "pescaria responsável" ou "que protege a biodiversidade" - "dolphin-free tuna". O Aquário de Monterey, na Califórnia publica inclusivamente uma página de aconselhamento aos consumidores.